# Campanularia sulcata
Campanularia sulcata är en nässeldjursart som beskrevs av Jäderholm 1896. Campanularia sulcata ingår i släktet Campanularia och familjen Campanulariidae. Inga underarter finns listade i Catalogue of Life.